# جوزيه كير
جوزيه كير (بالإنجليزية: Josiah Kerr)‏ هو سياسي أمريكي، ولد في 10 يناير 1861، وتوفي في 27 سبتمبر 1920. حزبياً، نشط في الحزب الجمهوري. وقد انتخب عضو مجلس النواب الأمريكي.